# 한국여자프로농구 2016-17
2016-2017 삼성생명 여자프로농구는 대한민국 프로농구의 16-17시즌이며 26번째 한국여자프로농구 시즌이다. 2016년 10월 29일에 개막했으며 2017년 3월 20일까지 진행되었다.

## 변경된 점
- 주말과 공휴일 경기 시간에 변화가 생겼다. 기존에 14시에 시작되던 경기가 17시로 늦춰졌다. 평일 저녁 경기는 그대로 7시에 시작된다. 퓨처스리그는 주말 경기로 편성된다.[1]
- 비디오 판독 규정에 관한 소폭 변화가 생겼다. 터치 아웃 상황에만 한해서 각 팀마다 단 한 번의 기회가 주어지며, 오심으로 판단돼 판정이 반복될 경우 한 번 더 기회가 주어진다. 하지만 정심으로 판단돼 원심이 그대로 유지되는 경우, 남은 시간에서 더이상의 비디오 판독 요청은 불가능하다.[1]
- 기존에 강원도 춘천을 연고지로 삼았던 우리은행 한새가 충남 아산으로 이사를 갔다. 이순신체육관이 새로운 홈경기장이 된다. 팀명 역시 우리은행 위비로 변경했다.[1]

## 감독 변화
3개팀이 새로운 사령탑과 함께 시즌을 함께 한다. KB 스타즈는 주로 일본에서 농구 생활을 해온 안덕수 감독과 손을 잡았다. 신한은행은 KEB하나은행에서 코치로 몸담고 있던 신기성 감독과 함께 한 시즌을 함께 간다. "첼시 리 논란"으로 풍파를 맞았던 KEB하나은행은 비시즌 선임했던 이환우 감독대행과 한 시즌을 보낸다.
| 팀                     | 이전 감독                       | 새 감독                                                            |
| ---------------------- | ------------------------------- | ------------------------------------------------------------------ |
| 청주 KB 스타즈         | 서동철, 3월 18일 자진사임       | 안덕수, 4월 18일 선임, 최근 샹송화장품 V-매직 코치 (2011-2016)     |
| 인천 신한은행 에스버드 | 전형수 (감독대행), 3월 7일 사임 | 신기성, 3월 25일 선임, 최근 부천 하나외환 코치 (2014-2016)         |
| 부천 KEB하나은행       | 박종천, 7월 5일 자진사임        | 이환우 (감독대행), 7월 26일 선임, 최근 KEB하나은행 수석코치 (2016) |

## 선수 변화

### 이적
- 9월 19일, 우리은행 홍보람 <-> KEB하나은행 박언주 1:1 트레이드
- 11월 25일, 신한은행 양인영, 박다정, 이민지 <-> 삼성생명 양지영, 유승희, 김형경 3:3 트레이드

### 은퇴
- 오랫동안 한국여자프로농구를 대표해온 레전드들이 코트를 떠났다. 2015-16 시즌이 종료된 후 변연하(KB스타즈), 이미선(삼성생명), 신정자, 하은주(이상 신한은행)가 코트와 작별을 고했다.

## 정규리그
정규리그는 2016년 10월 29일 개막하였으며, 2017년 3월 6일까지 진행되었다. 아산 우리은행 위비가 정규리그 5연패를 달성했다.
| 순위 | 팀                     | 경기 | 승 | 패 | 승차 | 참가 자격 및 강등  |
| ---- | ---------------------- | ---- | -- | -- | ---- | ------------------ |
| 1    | 아산 우리은행 위비     | 35   | 33 | 2  | —    | 챔피언 결정전 진출 |
| 2    | 용인 삼성생명 블루밍스 | 35   | 18 | 17 | 15   | 플레이오프 진출    |
| 3    | 청주 KB 스타즈         | 35   | 14 | 21 | 19   | 플레이오프 진출    |
| 4    | 인천 신한은행 에스버드 | 35   | 14 | 21 | 19   |                    |
| 5    | 부천 KEB하나은행       | 35   | 13 | 22 | 20   |                    |
| 6    | 부산 BNK 썸            | 35   | 13 | 22 | 20   |                    |

## 포스트시즌
플레이오프는 3월 10일에 개막하여 3월 12일까지 진행되었고, 챔피언 결정전은 3월 16일에 개막하여 20일까지 진행되었다.

### 대진표
|  | 플레이오프 3전 2선승제 | 플레이오프 3전 2선승제 | 플레이오프 3전 2선승제 |  |  | 챔피언 결정전 5전 3선승제 | 챔피언 결정전 5전 3선승제 | 챔피언 결정전 5전 3선승제 |  |
|  |                        |                        |                        |  |  |                           |                           |                           |  |
|  | 2                      | 용인 삼성 블루밍스     | 2                      |  |  |                           |                           |                           |  |
|  | 3                      | 청주 KB 스타즈         | 0                      |  |  | 1                         | 아산 우리은행 위비        | 3                         |  |
|  |                        |                        |                        |  |  | 2                         | 용인 삼성생명 블루밍스    | 0                         |  |

### 플레이오프
| 2017년 3월 10일 19:00 |

| 기록 |

| 용인 삼성생명 블루밍스 74, 청주 KB 스타즈 69      |  |  |  |                                                                    |
| 쿼터 별 점수: 12-17, 20-22, 19-14, 23-16          |  |  |  |                                                                    |
| 득점: 토마스 30 리바운드: 토마스 7 도움: 김한별 9 |  |  |  | 득점: 박지수, 피어슨 16 리바운드: 박지수, 피어슨 10 도움: 심성영 5 |
| 1-0 삼성생명 우위                                 |  |  |  |                                                                    |

| 2017년 3월 12일 17:00 |

| 기록 |

| 청주 KB 스타즈 59, 용인 삼성 블루밍스 74           |  |  |  |                                                    |
| 쿼터 별 점수: 18-23, 14-18, 11-15, 16-18           |  |  |  |                                                    |
| 득점: 피어슨 19 리바운드: 박지수 14 도움: 박지수 5 |  |  |  | 득점: 김한별 26 리바운드: 토마스 11 도움: 토마스 6 |
| 2-0 삼성생명 시리즈 승리                           |  |  |  |                                                    |

### 챔피언 결정전
| 2017년 3월 16일 19:00 |

| 기록 |

| 아산 우리은행 위비 72, 용인 삼성 블루밍스 64             |  |  |  |                                                    |
| 쿼터 별 점수: 18-17, 21-17, 22-17, 11-13                 |  |  |  |                                                    |
| 득점: 박혜진, 임영희 17 리바운드: 존스 21 도움: 임영희 2 |  |  |  | 득점: 김한별 22 리바운드: 토마스 16 도움: 토마스 7 |
| 1-0 우리은행 우위                                        |  |  |  |                                                    |

| 2017년 3월 18일 17:00 |

| 기록 |

| 아산 우리은행 위비 60, 용인 삼성 블루밍스 49     |  |  |  |                                                           |
| 쿼터 별 점수: 16-22, 22-8, 12-8, 10-11           |  |  |  |                                                           |
| 득점: 임영희 15 리바운드: 존스 23 도움: 박혜진 5 |  |  |  | 득점: 배혜윤 19 리바운드: 박하나, 토마스 8 도움: 김한별 5 |
| 2-0 우리은행 우위                                |  |  |  |                                                           |

| 2017년 3월 20일 19:00 |

| 기록 |

| 용인 삼성 블루밍스 72, 아산 우리은행 위비 83                            |  |  |  |                                                 |
| 쿼터 별 점수: 16-21, 18-20, 16-12, 18-15                                |  |  |  |                                                 |
| 득점: 박하나 21 리바운드: 토마스 11 도움: 김한별 7                      |  |  |  | 득점: 존스 27 리바운드: 존스 25 도움: 박혜진 11 |
| 3-0 우리은행 시리즈 승리 챔피언 결정전 MVP: 박혜진 (아산 우리은행 위비) |  |  |  |                                                 |

## 수상

### 정규리그 시상
정규리그 시상식은 플레이오프 미디이데이와 같은 날 개최되며, 국내 선수를 대상으로 하는 통계에 의한 부문과 기자단 투표에 의한 투표에 의한 부문으로 나뉘어 시상이 진행된다.

#### 통계에 의한 부문
| 부문                 | 선수   | 팀                     | 기록    |
| -------------------- | ------ | ---------------------- | ------- |
| 득점상               | 김단비 | 인천 신한은행 에스버드 | 14.71점 |
| 3점 득점상           | 박혜진 | 아산 우리은행 위비     | 69개    |
| 3점 야투상           | 박하나 | 용인 삼성생명 블루밍스 | 43.96%  |
| 2점 야투상           | 김한별 | 용인 삼성생명 블루밍스 | 47.69%  |
| 자유투상             | 한채진 | 구리 KDB생명 위너스    | 90.7%   |
| 리바운드상           | 김단비 | 인천 신한은행 에스버드 | 6.49개  |
| 어시스트상           | 박혜진 | 아산 우리은행 위비     | 5.11개  |
| 스틸상               | 김단비 | 인천 신한은행 에스버드 | 1.97개  |
| 블록상               | 김단비 | 인천 신한은행 에스버드 | 1.43개  |
| 윤덕주상 최고 공헌도 | 박혜진 | 아산 우리은행 위비     | 1082.7  |

#### 투표에 의한 부문
| 상             | 수상자                      |
| -------------- | --------------------------- |
| 최우수선수상   | 박혜진 (아산 우리은행 위비) |
| 외국인선수상   | 존스 (아산 우리은행 위비)   |
| 신인선수상     | 박지수 (청주 KB 스타즈)     |
| 우수수비선수상 | 존스 (아산 우리은행 위비)   |
| 식스우먼상     | 최은실 (아산 우리은행 위비) |
| 모범선수상     | 임영희 (아산 우리은행 위비) |
| 지도상         | 위성우 (아산 우리은행 위비) |
| 기량발전상     | 최은실 (청주 KB 스타즈)     |
| 최우수 심판상  | 안미숙                      |

WKBL 베스트 5:
- G 박혜진, 아산 우리은행 위비
- G 강이슬, 부천 KEB하나은행
- F 김단비, 인천 신한은행 에스버드
- F 토마스, 용인 삼성생명 블루밍스
- C 존스, 아산 우리은행 위비

### 라운드별 MVP, MIP
라운드별 MVP와 MIP는 기자단 투표에 의해 시상이 진행된다.
| 라운드  | MVP                             | MIP                             |
| ------- | ------------------------------- | ------------------------------- |
| 1라운드 | 존스 (아산 우리은행 위비)       | 김지영 (부천 KEB하나은행)       |
| 2라운드 | 임영희 (아산 우리은행 위비)     | 최은실 (아산 우리은행 위비)     |
| 3라운드 | 김단비 (안산 신한은행 에스버드) | 김가은 (청주 KB 스타즈)         |
| 4라운드 | 박혜진 (아산 우리은행 위비)     | 노현지 (구리 KDB생명 위너스)    |
| 5라운드 | 박혜진 (아산 우리은행 위비)     | 유승희 (안산 신한은행 에스버드) |
| 6라운드 | 박지수 (청주 KB 스타즈)         | 심성영 (청주 KB 스타즈)         |
| 7라운드 | 존스 (아산 우리은행 위비)       | 진안 (구리 KDB생명 위너스)      |